# Дудников, Дмитрий Михайлович
Дмитрий Михайлович Ду́дников (1895—1964) — советский актёр театра и кино. Заслуженный артист РСФСР (1939). Лауреат Сталинской премии первой степени (1950).

## Биография

Д. М. Дудников в роли Гамлета. 1938 год

Обучался драматическому искусству под руководством И. Н. Певцова, в конце 1920-х годов работал в ЛАТД имени А. С. Пушкина.
В 1930-х — актёр театра-студии под руководством С. Э. Радлова, где успешно выступил в роли Яго («Отелло», 1935) и особенно в роли Гамлета (1938).
Позже играл на сцене Ленинградского театра имени Ленинского комсомола.
Преподавал в Техникуме сценических искусств (ТСИ).
Увлечение алкоголем привело актёра в больницу. Выписавшись из неё, он бросил театральную сцену, устроился на работу по ремонту мостовых, возил булыжник.
Режиссёр Владимир Иогельсен так пишет в книге «Воспоминания» о Дмитрии Дудникове:

Человеком со сложной судьбой был Дмитрий Михайлович Дудников. Он много воевал. Окончил курс драмы у И. Н. Певцова, работал в Пушкинском театре, потом стал поклонником зелёного змия- в пьяном виде сидел на лошади рядом с Петром Великим — откуда был снят пожарной командой. Выйдя из больницы, бросил театр. Стал работать по ремонту мостовых, возил булыжник. Режиссёр Б. Зон увидел Дудникова на улице с тачкой и убедил его вернуться назад в театр.

В результате мэтр пригласил Дудникова к себе. Мэтр считал Дудникова лучшим артистом своего театра. Качество таланта — это темперамент мысли — в этом формула утверждал мэтр. И действительно, кого бы он ни играл, от развернутого пьяницы фельдкурата Каца до принца Гамлета, зритель становился свидетелем мыслительного процесса изображенного персонажа. Причем, что именно было замечательно, мыслил не Дудников, а Освальд, Сальери, Председатель пира, Яго, и, наконец, Гамлет. В роли Освальда стоило Дудникову выйти на сцену, как сразу было ясно, что Освальд — художник, только что вернувшийся из Парижа, находившийся всецело ещё под впечатлением жизни, его окружавшей, так в той педантичной манере, с которой Яго складывал свой плащ, читался профессиональный военный, привыкший к своей походной жизни, а в первом явлении Гамлета не было никакого сомнения, что мы видим принца. И самое странное, что лицо у Дудникова было антиактерское, скорее солдатское, волос не было, глаза был маленькие. И рост был заурядный. Вот разве голос был приятный. Два последних пальца на обеих руках у него были тесно прижаты к ладоням и не двигались. Вероятно, сказалась работа с тачкой. Зато владел он своими руками бесподобно. И когда в последней фразе Освальда: « Мама…Солнце…», он протягивал руки по направлению к окну, а потом к вискам, весь зал замирал. А студенты загибали уже свои пальцы в патетических местах исполняемых на экзаменах отрывок. Очень любил театральный Питер Дудникова. А сейчас наглухо забыт артист. Последний взлёт у него был в театре им. Ленинского комсомола в роли Адмирала в « Гибели эскадры» Корнейчука.— Владимир Иогельсен. Жизнь и творчество
Умер он в безвестности в 1964 году. Похоронен на Серафимовском кладбище Ленинграда.

## Фильмография
1. 1938 — Выборгская сторона — Ропшин (Борис Викторович Савинков) — член ЦК партии эсеров, руководитель заговора
2. 1939 — Мужество — Мустафа Хаджи
3. 1939 — Танкисты — уполномоченный Верховного правителя

## Награды
- орден «Знак Почёта» (01.02.1939) — за исполнение роли Ропшина в фильме «Выборгская сторона»
- Заслуженный артист РСФСР (1939)
- Сталинская премия первой степени (1950) — за исполнение роли в спектакле «Из искры…» Ш. Н. Дадиани (1949), поставленном на сцене ЛДТ имени Ленинского Комсомола режиссёром Г. А. Товстоноговым.